# 多瑙凱西

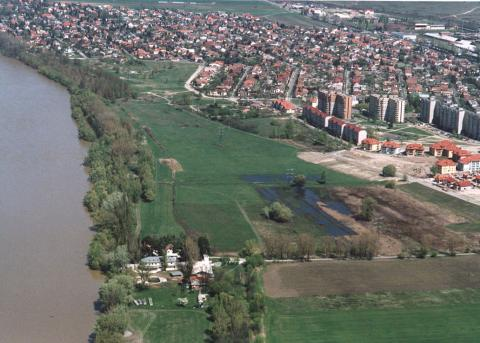

多瑙凱西是匈牙利的城市，位於該國北部多瑙河左岸，由佩斯州負責管轄，面積31.06平方公里，2011年人口39,446，其中約一半居民信奉天主教。

## 外部連結
- Street map （匈牙利文）
- Official website（页面存档备份，存于） （匈牙利文）